# Списак робе произведене дјечјим или принудним радом
Списак робе произведене дечјим радом или принудним радом је годишња публикација коју издаје Биро за међународне послове Владе Сједињених Држава при Министарству рада САД. Објављен је у оквиру извјештаја Министарства за рад из децембра 2014. године који је издат у свом шестом ажурираном издању. Листа је објављена у складу са Законом о поновном одобрењу за заштиту жртава трговине људима (ТВПРА) из 2005. године, који је поново овластио Конгрес 2008, 2011. и 2013. Закон о правди за жртве трговине људима изгласао је Дом у јануару 2015. године.
Од 20. септембра 2018. године, у најновијој публикацији, листа се састоји од 148 описа робе из 76 земаља, нешто више од бројева објављених 2014. године када се листа састојала из 136 производа за које је ИЛАБ „[имао] разлога да вјерује да су произведене принудним радом или дјечијем радом“ у 74 земље. Према извјештају из 2014. године, пољопривреда, шумарство и рибарство су били сектори у којима су дјечији рад и принудни рад били најчешћи. Производња, рударство, вађење камена и порнографија употпунили су листу.

## Историјат
Основан 1947. године, Биро за међународне послове (ИЛАБ) је објавио бројне извјештаје на тему рада, дјечијег рада, принудног рада и принудног рада дјеце широм свијета. Од 2009. године ИЛАБ издаје ажурирану листу робе произведене дјечјим или принудним радом годишње. Извјештај је у свом првом издању 2009. године навео 122 примјера робе из 58 земаља. У 2014. години навео је 136 примјера робе из 74 земље.
ТВПРА листа указује на робу и земље у којима је ИЛАБ забиљежио значајну инциденцу дјечијег рада и принудног рада без навођења појединачних компанија или предузећа која су укључена. Спроведено је исцрпно истраживање како би се обезбједила свеобухватна листа заснована на јавно доступним изворима.
У 2009. години, истраживање Канцеларије је показало више робе произведене дјечјим радом него принудним радом. Пољопривредне културе су представљале највећу категорију добара. Наиме, листа је имала 60 пољопривредних добара, 38 индустријских и 23 рударска добра. Дјечји рад и принудни рад су углавном усвојени у производњи памука у пољопривредном сектору, прављењу цигле у производњи и вађењу злата у рударској индустрији. У 2014. години, пољопривреда, шумарство и рибарство представљали су највећу категорију добара на листи и пријављено је да је 126 добара произведено на глобалном нивоу дјечијим радом у поређењу са 55 примјера робе произведених принудним радом. Примјери оваквих услова рада примјећени су у релативно истим секторима.
У 2014. години, Листа је идентификовала Индију као земљу са највише робе произведене и дјечјим радом и принудним радом са до 25 наведених производа. Слиједе Бразил (16 робе), Бангладеш (15 робе), Мјанмар (14 робе), Филипини (13 робе) и Кина (12 робе).
Списак робе произведене дјечјим или принудним радом има за циљ подизање свијести о дјечијем раду и принудном раду на националном и међународном нивоу и јача првобитну сврху влада и друштава да ефикасно елиминишу принудни рад.